# Hlásná Třebaň
Hlásná Třebaň är en ort i distriktet Beroun i Mellersta Böhmen i Tjeckien. Orten, som år 2011 hade 815 invånare, är belägen 24 km sydväst om Prag.